# Protestantische Kirche (Wilgartswiesen)
Die Protestantische Kirche ist ein Kirchengebäude in der pfälzischen Gemeinde Wilgartswiesen. Erbaut wurde die weithin sichtbare Kirche, die auch „Dom des Queichtals“ genannt wird, im 19. Jahrhundert durch den Architekten August von Voit. Es handelt sich um die einzige Kirche mit Doppelturmfassade im Pfälzerwald.
Die Protestantische Kirchengemeinde Wilgartswiesen gehört zur Kooperationszone Nord-West im Kirchenbezirk Landau der Evangelischen Kirche der Pfalz.

## Geschichte
An der Stelle der Protestantischen Kirche befand sich bereits im Mittelalter eine Kirche. Sie wurde 1839 für die Errichtung des Neubaus abgerissen. Dieser wurde 1843 fertiggestellt. Die Einweihung fand am 17. September 1843 statt. Für den Bau wurde der regionaltypische rote Buntsandstein verwendet.
Infolge der Explosion eines Holzofens in der Nacht vom 10. auf den 11. Januar 1920 brannte die Kirche völlig aus. Sie wurde mit leichten Korrekturen am äußeren Erscheinungsbild sowie einer Neugestaltung des Innenraumes nach zeitgemäßen Vorstellungen wiederhergestellt.
Eine weitere eingreifende Umgestaltung erfolgte im Rahmen einer Renovierung 1960/1961, bei der Teile der Westempore abgerissen und ein neuer Altarraum geschaffen wurden. Dabei verschwanden auch viele historische Fresken. Dennoch steht die Kirche seit 1985 unter Denkmalschutz.

## Architektur und Innenausstattung
Die Kirche ist als Saalbau im Rundbogenstil konzipiert.
Von der Ausstattung aus dem 19. Jahrhundert sind Holzdecke, Bänke, Altar und Kanzel erhalten. Blickfang im Altarraum ist eine große Christusfigur aus Eichenholz, von Margot Stempel-Lebert. Die Bildhauerin schuf auch das Rosettenfenster an der Ostseite der Kirche.
Im Gebäude befindet sich eine Oberlinger-Orgel mit 16 Registern, die in einem Gehäuse aus Lärchenholz sitzt. In ihr befinden sich Holzpfeifenregister aus einer Steinmeyer-Orgel von 1921.

## Lage und Umfeld
Die Kirche liegt auf einer Anhöhe und ist vom Ort aus über eine große Freitreppe zu erreichen. An diesem Aufstieg steht ein denkmalgeschütztes Kriegerdenkmal.